# Takuboku Ishikawa
Takuboku Ishikawa (jap. 石川 啄木 Ishikawa Takuboku; ur. 22 lutego 1886 w Hinoto, zm. 13 kwietnia 1912) – japoński pisarz i najpopularniejszy poeta pieśni krótkich (tanka) i nowoczesnych (shintaishi).

## Życiorys
Urodził się w świątyni Jōkō-ji, we wsi Hinoto, w prefekturze Iwate jako syn kapłana zen, Itteia. Chodził do szkół w Shibutami i Morioce. W latach 1907–1908 przebywał na Hokkaido, pracując jako nauczyciel i dziennikarz w redakcji „Kushiro Shimbun”. Następnie przeniósł się z rodziną do Tokio, gdzie pracował jako korektor w „Asahi Shimbun”. 
Debiutował w wieku 13 lat ręcznie wykonaną książeczką Chōji-kai. Niedługo później porzucił edukację, by całkowicie poświęcić się twórczości literackiej. Współpracował z kilkoma czasopismami, m.in. „Myōjō” („Gwiazda Poranna”, 1900–1908). Tworzył poezje w stylu tanka oraz bardziej współczesne, pisane wierszem wolnym. Jest autorem tomików poetyckich Akogare (Tęsknoty, 1905), Ichiaku no suna (Garść piasku, 1909), Kanashiki gangu (Smutne zabawki, wydane pośmiertnie w 1912). Prowadził także dziennik Rōmaji nikki, (Dziennik pisany alfabetem łacińskim, wyd. 1909). W twórczości Ishikawy wyraźnie przebijają się wątki naturalistyczne oraz wyznawane przezeń idee socjalistyczne. Część swoich zapisków prowadził w transkrypcji rōmaji, pisał także po angielsku.
Zmarł na gruźlicę.